# 在スペイン日本国大使館
在スペイン日本国大使館（スペイン語: Embajada del Japón en España / Embajada de Japón en España、英語: Embassy of Japan in Spain）は、スペインの首都マドリードにある日本の大使館。

## 沿革

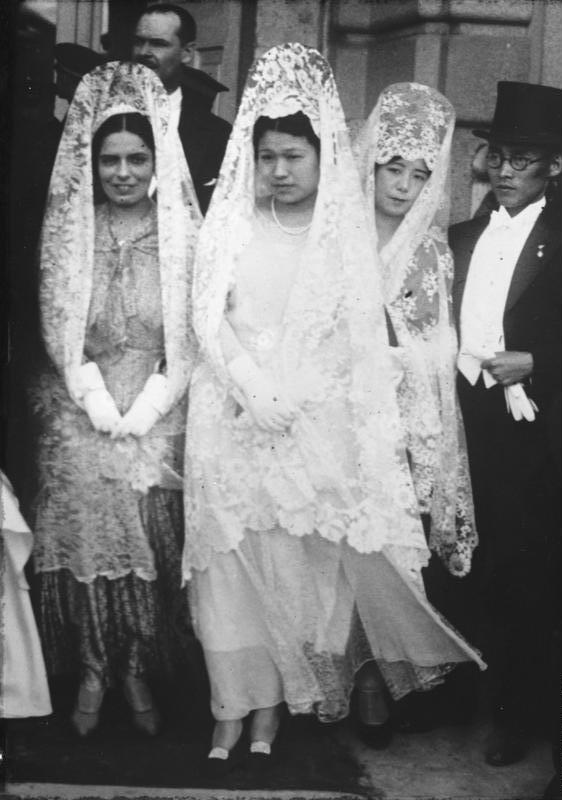
日本公使（右）とスペインの民族衣装を着たその妻と娘。1932年10月

- 1868年11月12日、明治政府とスペインの間で日西修好通商航海条約が締結され、日本とスペインの国交が開設される[1]
- 1900年、在スペイン日本帝国公使館が開設される[2]（それまではパリの在フランス日本帝国公使館が在スペイン公使館を兼轄していた）
- 1900年、マドリード常駐の特命全権公使としては初代となる赤羽四郎公使が任命される。赤羽公使の在任中に日露戦争が勃発し、マドリードを拠点にバルチック艦隊の動静を報告している[3]
- 1936年7月17日、スペインで内戦が勃発し、マドリードの在スペイン日本帝国公使館が閉鎖され、スペイン国境に近いフランス領バスク地方のサン＝ジャン＝ド＝リュズに移転する[4]
- 1937年12月1日、未だスペイン全土を掌握していないフランシスコ・フランコの政権を大日本帝国が承認する[4]
- 1939年3月27日、フランコ政権のスペインが日独伊防共協定に参加する[4]
- 1939年3月28日、フランコ政権がマドリードを陥落させる[4]、後に在スペイン日本帝国公使館がマドリードに戻って再開される
- 1939年9月1日、ナチスドイツがポーランドに侵入して第二次世界大戦が勃発[5]、スペインは中立を宣言する
- 1940年、諜報活動専門家の須磨弥吉郎が在スペイン公使に任命される[6]、在任中の須磨公使は「東機関」と称される諜報機関を創設して対米情報収集を主とする諜報活動に当たる[7]
- 1944年、日本の対米戦争の戦局悪化および連合国のスペインに対する内政干渉の影響を受けて、中立国スペインで活動していた「東機関」が活動停止に追い込まれる[7]
- 1945年4月11日、スペインが大日本帝国との国交断絶を宣言する[8]
- 1945年4月12日、スペイン当局の措置により、在スペイン日本帝国公使館の電報交信が暗号文だけでなく平文も含めて停止される[7]
- 1945年8月15日、第二次世界大戦の敗戦により大日本帝国が崩壊[9]
- 1952年4月28日、サンフランシスコ平和条約の発効により日本国が独立、スペインは同条約の締結国ではないが[10]、同日に日本とスペインの国交が再開される[11]
- 1952年、在スペイン日本国大使館が開設され、渋沢信一が初代特命全権大使に任命される
- 1953年6月24日、スペイン訪問中の皇太子明仁親王（当時。令和時代の上皇、平成時代の天皇）が、渋沢大使の主催するレセプションに出席する[2]
- 1975年11月20日、フランシスコ・フランコ総統が逝去する[12]
- 1975年11月22日、それまでスペイン最後の国王であったアルフォンソ13世の嫡孫フアン・カルロスが国王に即位して王政復古が成る[12]、日本国は新政権を承認してスペインとの国交を継承する

## 所在地
| 日本語           | 〒28006 マドリード市セラノ通り109 |
| スペイン語・英語 | Calle Serrano 109 - 28006 Madrid  |

## 管轄地域
カタルーニャ州、バレアレス州及びバレンシア州を除くスペイン全土を管轄。